# Montdurausse
Montdurausse é uma comuna francesa na região administrativa da Occitânia, no departamento de Tarn. Estende-se por uma área de 15.92 km², e possui 437 habitantes, segundo o censo de 2018, com uma densidade de 27 hab/km².